# Tortilla (mexikói)

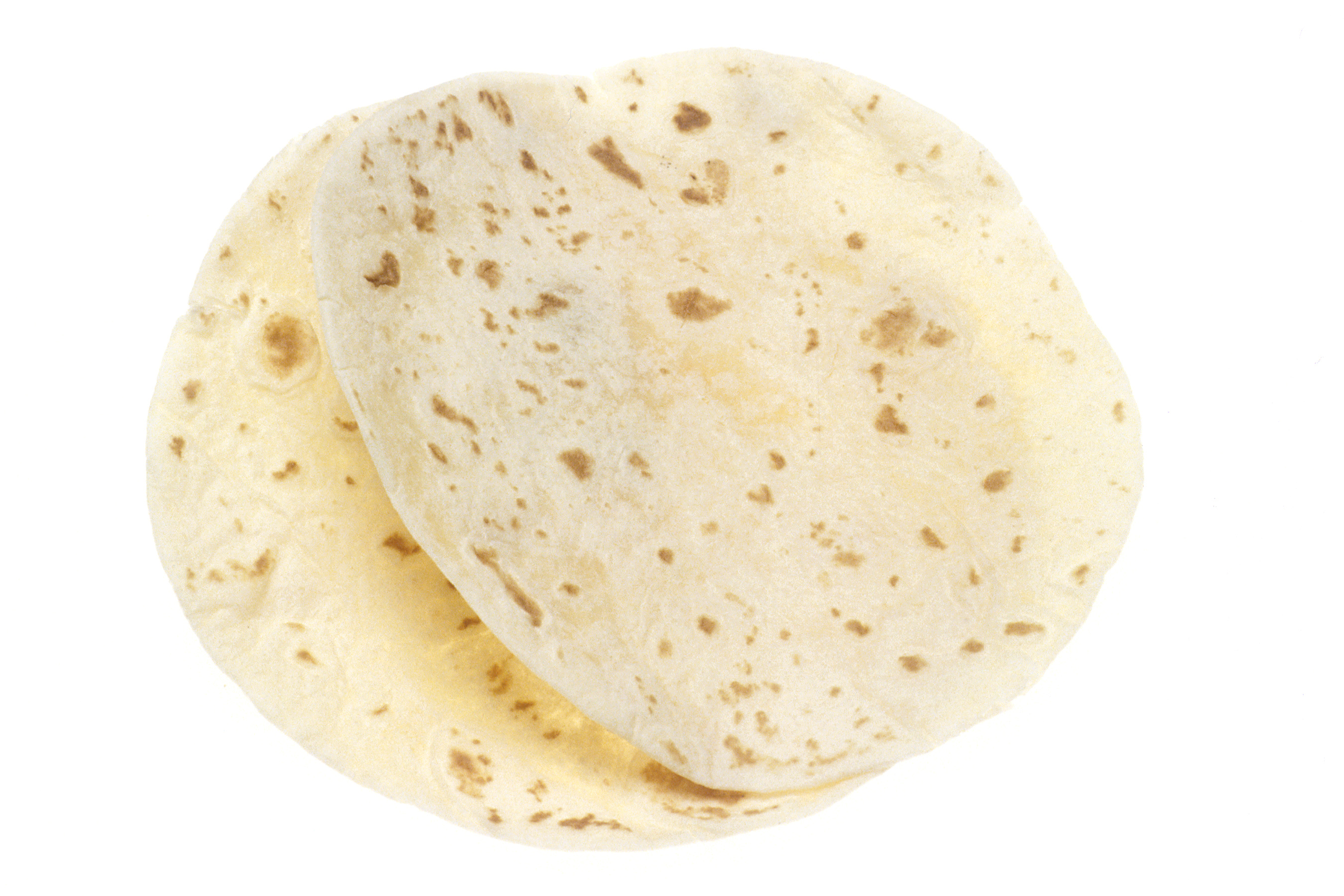
Tortilla

A tortilla a spanyol nyelvterületek tradicionális étele.

## Története
A tortilla az azték civilizáció fontos alapétele volt évezredeken keresztül. Az eredeti tortilla (tlaxcalli) egy vastag lepény volt, amit mészvízbe áztatott, szárított, majd őrölt kukoricaszemekből készítettek (így a kukoricából ki tudott oldódni a B3-vitamin, ami bekerült a tésztába). A spanyol gyarmatosítók adták neki a tortilla nevet, amely „tortácskát” jelent.
Mexikóban, az USA-ban és Közép-Amerikában a tortilla manapság egy palacsintaszerű lepényt jelent, amely rengeteg étel alapanyaga.

## Készítése
Az igazi, hagyományos tortilla mészvízben áztatott kukoricából készül, amely a mai napig közkedvelt Dél-Mexikóban. A lisztből vízzel elkeverve tésztát gyúrnak, kis gombócokat formálnak, majd laposra nyomják, és forró, öntöttvas grill-lapon mindkét oldalon átsütik. A hagyományos tortilla kb. 12–20 cm átmérőjű, aránylag vastag és kissé törékeny. Miután Észak-Mexikóban az Amerikai Egyesült Államok hatására elkezdtek búzalisztet készíteni, a tortilla is megváltozott. Az USA-ban, majd a világ többi részén elterjedt tortilla általában búzalisztből készül, így vékonyabb és szélesebb, mint a hagyományos.

## Élettani hatásai
A tortilla nagyon egészséges, alacsony a zsír- és sótartalma, ugyanakkor gazdag kalciumban, káliumban, rostban, vasban és B-vitaminokban. Még a búzalisztes változat is egészségesebb, mint a finomított lisztből előállított kenyér.

## Felhasználása

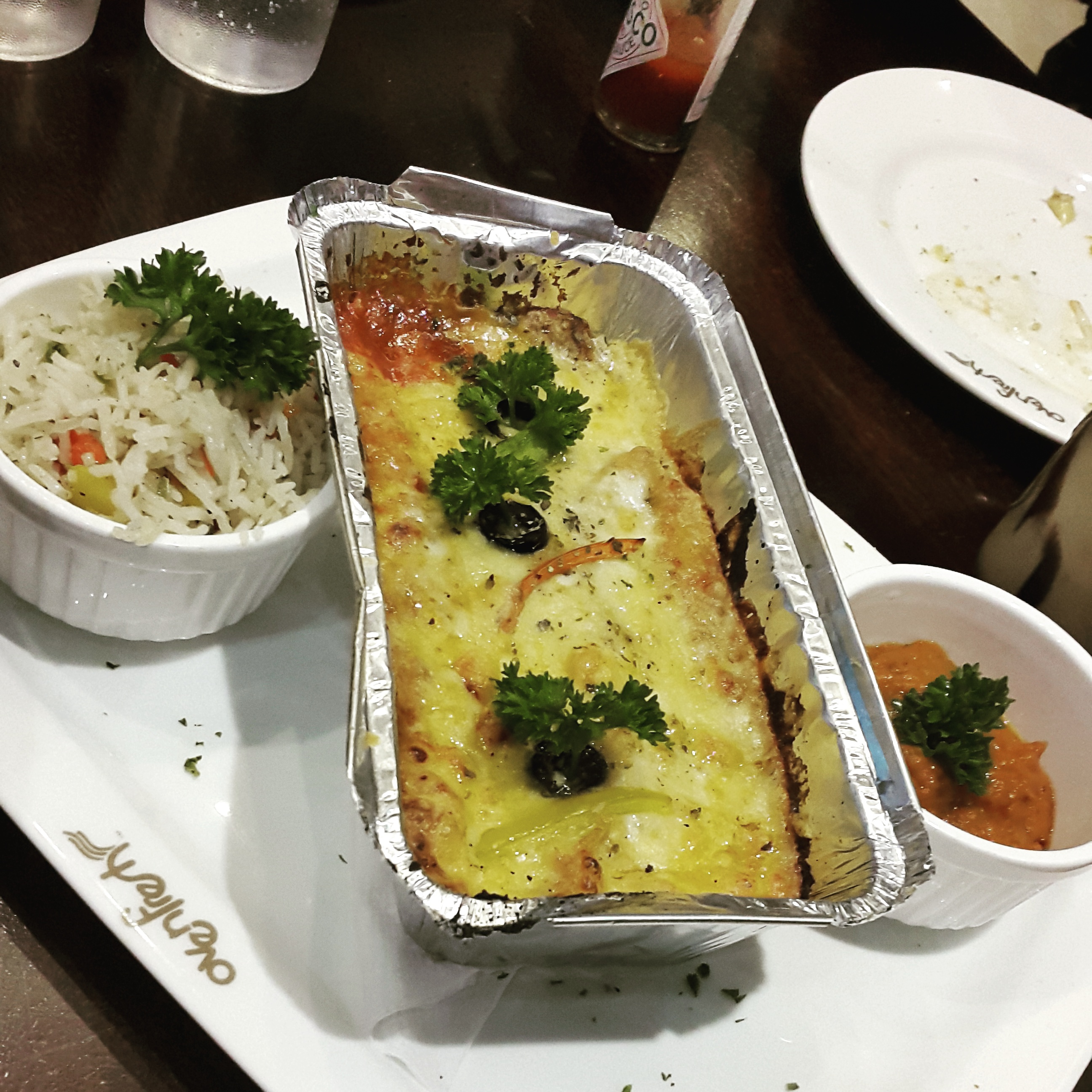
Enchilada

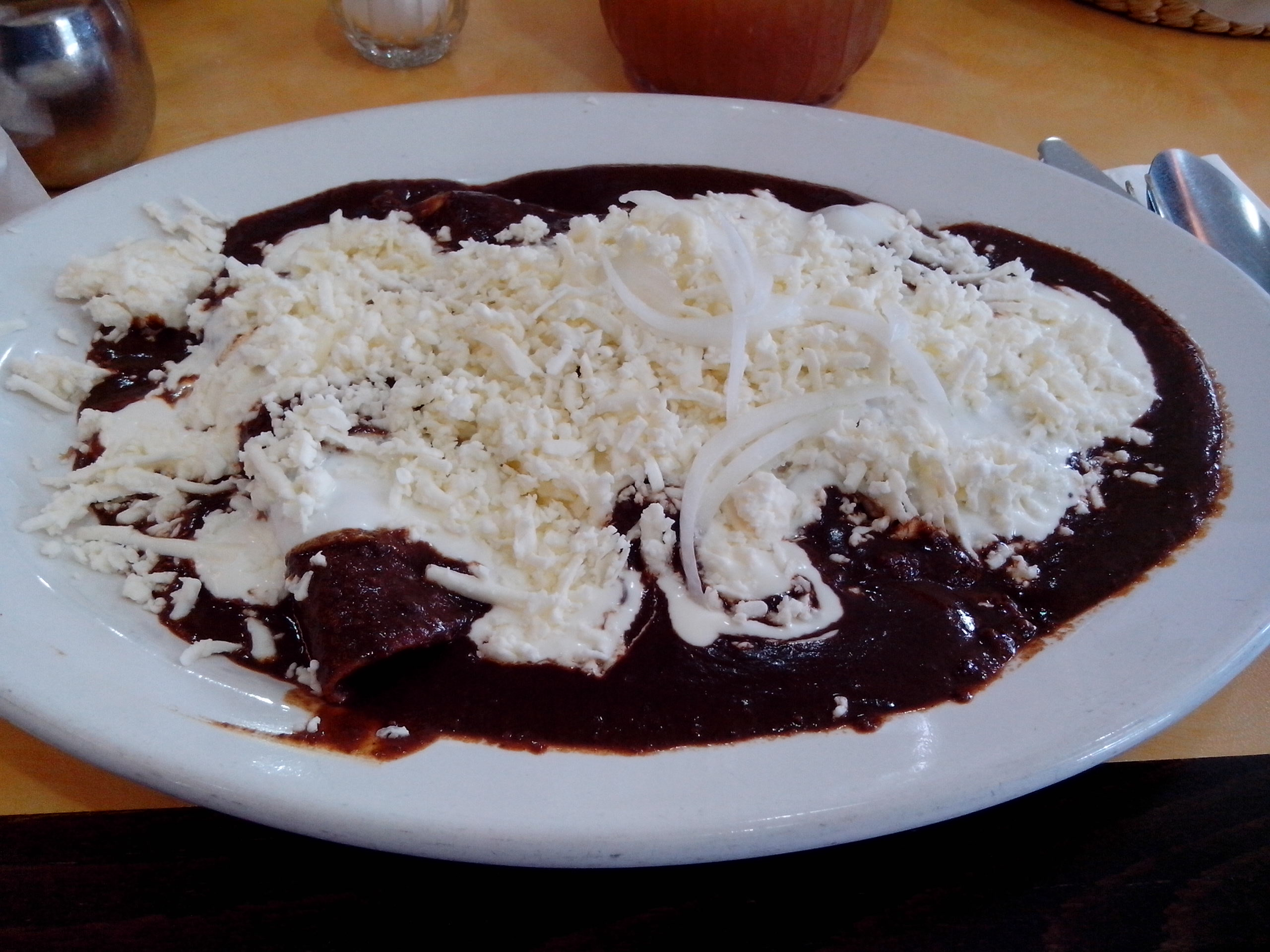
Enchiladas de mole

A tortilla a latin-amerikai konyhák egyik legfontosabb alapanyaga. Továbbá az Egyesült Államokban modern verziókhoz is alkalmazzák, amelyek világszerte népszerűvé váltak. Ezek a legnépszerűbb tortillaételek:
- Taco: általában a kukoricás tortillából készül, amelybe pikáns marhahúst, csirkehúst vagy zöldséges tölteléket és salsát, koriandert tesznek, majd félbehajtva, melegen fogyasztanak (kézzel). Ideális partiétel.
- Enchilada: töltött tortilla (búza- vagy kukorica-), amit a töltelékkel felcsavarnak, majd chiliszósszal leöntenek. A töltelék általában húsos, babos vagy zöldséges, de szinte mindig van benne sajt is.
- Burrito: más néven taco de harina, amely búzalisztből készült, grillezett vagy párolt tortillába bebugyolált töltelék. A töltelék általában hús, mexikói rizs, és főtt babpüré. A nemzetközi burrito nagyobb, így népszerű töltelék még az avokádó, a sajt, a salsa és a tejföl is.
- Tostada: pirítóst jelent, szikkadt tortillából készül, amit olajban megpirítanak, vagy ropogós, pizzaszerű alaptésztaként alkalmaznak ragadós, szaftos feltétekkel.
- Quesadilla: sajttal töltött félbehajtott tortilla, amit addig sütnek, amíg a sajt elolvad benne.
- Taquito: más néven flauta – töltött kukoricás tortilla, amit vékonyan felcsavarnak, majd ropogósra sütnek. A töltelék általában csirke- vagy marhahús, de lehet sertéshús és zöldség is. Salsával és guacamolével tálalják.
- Gordita: tortillazsemle, a tésztát megtöltik mindenféle finomsággal, körbezárják, majd megsütik.
- Fajita:  az igazi fajita grillezett marhahúst jelent, amit Texasban találtak ki, és puha búzaliszttortillába tekerve fogyasztottak. Manapság akármilyen hús és zöldség lehet a tekercsben, amit tejföllel, salátával, grillezett zöldséggel vagy reszelt sajttal kombinálnak.
- Tortillatekercs: modern, nemzetközi étel, valójában egy szendvicsváltozat. A szükséges tortillalap széles és vékony, többnyire búzaliszt alapú. Bármiféle töltelékkel elkészíthető (felvágott, zöldség, hús, saláta, sajt, szószok-mártások) -  a tortillát megtöltjük, feltekerjük, és félbevágjuk. Hidegen is fogyasztható, különösen ha konyhakész tortillalapokat alkalmazunk. Ideális parti- és piknikétel, ugyanis kézzel fogyasztható.
- Baleada: jellegzetes hondurasi tortillaváltozat, babbal és reszelt sajttal töltve.[1]
- Pupusa: Salvador nemzeti étele: általában sajttal, töpörtyűvel vagy babbal töltött tortilla.

### Tortillachips
Ha a tortillát tovább sütjük, megkeményedik, ropogóssá válik. Ideális chips lesz, amit pikáns mártogatóssal tálalnak. Maradék, szikkadt tortilla is felhasználható erre a célra.
- Nachos: kukorica-tortillachips olvasztott sajttal leöntve, amit chilivel tálalnak.